# Hartmut Felsch
Hartmut Felsch (* 17. Februar 1941 in Ziegelscheune) war ein deutscher Fußballspieler in der höchsten DDR-Fußballklasse Oberliga und spielte dort für den 1. FC Union Berlin. Mit ihm wurde er 1968 DDR-Pokalsieger.

## Sportliche Laufbahn
Die Fußball-Laufbahn von Hartmut Felsch begann 1952 bei der Betriebssportgemeinschaft Einheit im brandenburgischen Kyritz. Dort spielte er ab 1961 in der viert- bzw. drittklassigen Bezirksligamannschaft. Zwischen 1963 und 1965 musste er seinen Militärdienst ableisten und spielte während dieser Zeit bei der Armeesportgemeinschaft Vorwärts Neubrandenburg. Anschließend spielte er in der Saison 1965/1966 in der Reservemannschaft des SC Dynamo Berlin und kehrte danach wieder nach Kyritz zurück.
Zu Beginn der Spielzeit 1966/67 schloss sich der 25-jährige Felsch dem Oberligaaufsteiger 1. FC Union Berlin an. Dort wurde der 1,79 m große gelernte Stürmer am 21. August 1966 am 4. Spieltag in der Begegnung 1. FC Union Berlin – Dynamo Dresden (2:2) zum ersten Mal in einem Pflichtspiel eingesetzt. Bis zum Ende Saison wurde er noch in acht weiteren Punktspielen eingesetzt. In der darauffolgenden Spielzeit gelang ihm mit 18 Oberligaspielen der Durchbruch zum Stammspieler, und er stand in der Siegermannschaft des DDR-Pokal-Endspiels 1968. Union hatte überraschend den DDR-Meister FC Carl Zeiss Jena mit 2:1 geschlagen, Felsch stand als linker Verteidiger auf dem Platz. Auch später spielte er meistens in der Abwehr der Unioner.
Felsch war bis 1975 für den 1. FC Union aktiv. Er absolvierte fünf Oberliga-Spielzeiten und spielte wegen der zwei Abstiege von Union zwei Jahre in der DDR-Liga. Insgesamt war er für Union in 191 Pflichtspielen eingesetzt worden, darunter waren 104 Oberligaspiele.
Nach seiner aktiven Laufbahn war Felsch Assistenztrainer und war auch im Jugendbereich tätig. Als sich seine Mutter 1982 in den Westen abgesetzte, musste Felsch den Klub verlassen, obwohl er kurz zuvor die Leitung der Nachwuchs-Oberliga-Mannschaft übernommen hatte. Er wurde für zwei Jahre in das Trainingszentrum Prenzlauer Berg versetzt, konnte danach aber zu Union zurückkehren und arbeitete dort noch bis 1992.
Im Zuge der geplanten Wiedervereinigung mit dem Westableger des Klubs wechselte Felsch 1990 mit seiner kompletten Jugendmannschaft zu Union 06. 1994 verließ Felsch endgültig den 1. FC Union und arbeitete danach als Trainer unter anderem beim BSV Spindlersfeld, bei der VSG Altglienicke, Sparta Lichtenberg und zuletzt 2005 beim SV Berliner VG als Trainer.